# 신 (전한 경제)
신(信, ? ~ ?)은 전한 초기의 관료이다. '신'은 이름자로, 성씨는 알 수 없다.

## 행적
경제 원년(기원전 156년) 7월, 경제가 조서를 내렸다.
| “ | 관리가 감찰하면서 (뇌물로) 음식을 받으면 중죄로 파면하고, 재물을 받거나 (물건을) 싸게 사서 비싸게 팔면 가볍게 처리하였었다. 정위와 승상은 다시 논의하라. | ” |

정위 신과 승상 신도가는 논의한 후 아뢰었다.
| “ | 관리와 유질(有秩)들이 그들이 감찰하거나 다스리던 곳에서 발생한 식비를 계산하여 변상하였다면 죄를 묻지 않아야 합니다. 싸게 물건을 사고 비싸게 되파는 경우는 하나같이 장물이오니, 현령이 숨긴 물건을 몰수해야 합니다. (연루된) 관리는 파면하여 도형(徒刑)에 처하고, 재물을 바친 자는 작위를 빼앗아 사오(士伍)에 처하고 파면해야 합니다. 작위가 없는 자는 벌금으로 금 2근을 부과하고, 받은 것을 몰수하여야 하며, 범인을 잡으면 숨긴 물건을 토해내게 해야 합니다. | ” |

왕선겸(王先謙)은 문제 후원년(기원전 163년)에 정위에 임명된 같은 이름의 인물이 《한서》 권19에 기록되어 있는 것을 지적하여(신), 둘은 동일인물이며 권19의 기록이 잘못된 것으로 추정하였다.

## 출전
- 반고, 《한서》 권5 경제기(景帝紀)

| 전임 장석지 | 전한의 정위 (기원전 156년 음력 7월 당시) | 후임 구 |